# Lhotka nad Labem
Pour les articles homonymes, voir Lhotka.
Lhotka nad Labem (en allemand : Welhota an der Elbe) est une commune du district de Litoměřice, dans la région d'Ústí nad Labem, en Tchéquie. Sa population s'élevait à 430 habitants en 2021.

## Géographie
Lhotka nad Labem se trouve sur la rive gauche de l'Elbe, à 7 km à l'ouest de Litoměřice, à 16 km au sud d'Ústí nad Labem et à 58 km au nord-ouest de Prague.
La commune est limitée au nord par Malé Žernoseky, à l'est par Píšťany, au sud par Lovosice et Vchynice et à l'ouest par Velemín.

## Histoire
La première mention écrite du village date de 1348.

## Transports
Par la route, Lhotka nad Labem se trouve à 10 km de Litoměřice, à 20 km d'Ústí nad Labem et à 66 km de Prague.